# Fontenay-le-Fleury
Fontenay-le-Fleury é uma comuna francesa na região administrativa da Île-de-France, no departamento de Yvelines. A comuna possui 13 196 habitantes segundo o censo de 1990.